# Tatort: Offene Rechnung
Offene Rechnung ist ein Fernsehfilm der Krimireihe Tatort aus dem Jahr 1999. Regie führte Connie Walther,  Buch schrieb Norbert Ehry. Ulrike Folkerts spielt zum 17. Mal die Ludwigshafener Kommissarin Lena Odenthal, Andreas Hoppe zum achten Mal ihren Assistenten Mario Kopper. Sie haben es diesmal mit einer zehn Jahre zurückliegenden Entführung und mehreren Todesfällen im Zusammenhang mit der verschwundenen Beute und der Freilassung des damaligen Entführers zu tun.

## Handlung
Uli Lischka steht kurz vor der Entlassung aus seiner zehnjährigen Haft, die er wegen der Entführung des jungen Thomas Berberich verbüßen musste. Einen Tag vor seiner Entlassung wird sein Komplize Fenske ermordet, ein Schein der damals verschwundenen Beute von Zwölf Millionen US-Dollar wurde bei dem Toten gefunden, so dass Lena Odenthal vermutet, dass Fenske versucht hatte, das Geld zu waschen. Bei einem Besuch Odenthals in Lischkas Zelle gibt sich dieser selbstsicher und vom Tod seines Komplizen ungerührt. Am nächsten Tag wird Lischka bei der Entlassung aus der Haft von seiner Tochter Nico abgeholt, seine Frau ist allerdings nunmehr mit Rico Baumann liiert und möchte von ihrem Ex-Mann nichts mehr wissen. Während Lischka versucht, die Gunst seiner Ex-Frau zurückzugewinnen, wird er von seinen beiden ehemaligen Komplizen kontaktiert, die je ein Drittel der Beute für sich fordern, wie damals vereinbart, Lischka hingegen besteht darauf, dass ihm die gesamte Beute zusteht, da er dafür zehn Jahre im Gefängnis saß. Kopper kann kurz darauf ermitteln, dass mit einem Dollarschein aus der Lösegeldbeute in einem Unterwäschegeschäft eingekauft wurde, Lischka war nicht der Käufer, so dass Kopper vermutet, dass es sich um einen Schein handelt, den Fenske vor seiner Ermordung waschen wollte. Nico Lischka findet heraus, dass Thomas Berberich heute in armen Verhältnissen lebt, da seine Eltern durch die Lösegeldzahlung verarmt verstorben sind und dass der junge Mann heute von Klavierunterricht lebt. Sie sucht diesen auf und gibt vor, Interesse an Klavierunterricht zu haben, als Tochter seines damaligen Peinigers gibt sie sich jedoch nicht zu erkennen. Später macht sie zu Hause ihrem Vater Vorwürfe, dass er den jungen Mann bei der Entführung zum Invaliden gemacht hatte. 
In der Folgezeit kommen sich Nico und Thomas auf Initiative von Nico näher, Lischka schafft es unterdessen, Odenthal nachts abzuschütteln und wegzufahren. Er holt einen Teil seiner Beute aus dem Versteck und wäscht das Geld. Odenthal spannt Kriminalrat Friedrich ein, telefonisch Kontakt mit Lischka aufzunehmen, sich als ehemaliger Mithäftling auszugeben und ihm eine Möglichkeit der Geldwäsche zu offerieren. Lischka geht mit Rico Baumann ein Bier trinken, als dieser ihn überrascht in der Wohnung seiner Geliebten antrifft, als Baumann später betrunken Lischka einen „Dreier“ mit dessen Ex-Frau anbietet, tötet Lischka ihn wutentbrannt und deponiert die Leiche auf einer Bahnstrecke. Als Odenthal am nächsten Tag Thomas Berberich besucht, um diesen über die Freilassung Lischkas zu informieren, stellt sie überrascht fest, dass er nunmehr mit Lischkas Tochter Nico liiert ist, klärt ihn allerdings nicht auf. Stattdessen stellt sie diskret Nico zur Rede, diese weiß selbst nicht, warum sie die Nähe zu Thomas gesucht hat, sie sagt Odenthal zu, Thomas die Wahrheit zu sagen. Kurz darauf erfährt Odenthal von Kopper vom Auffinden der Leiche Ricos und auch, dass dieser zuletzt beim Zechen in seiner Stammkneipe mit Lischka gesehen wurde. Odenthal stellt Lischka zur Rede, doch dieser gibt sich ahnungslos und betroffen, auch seiner Tochter versichert er später unter vier Augen seine Unschuld, gesteht ihr aber, dass er seine Beute gesichert hat. Lischka kontaktiert Kriminalrat Friedrich und lässt sich auf den vorgeschlagenen Deal ein, Nico, die immer mehr versteht, wie sehr ihr Freund durch die Entführung durch ihren Vater traumatisiert ist, bietet diesem an, ihm gegen 20 % Anteil an der Beute bei der Geldwäsche zu helfen. Als Lischka sich abends mit Friedrich treffen will, schlägt sie den observierenden Beamten Becker vor dem Haus nieder, damit Lischka unbemerkt das Haus verlassen kann, als Nico jedoch bemerkt, dass Odenthal ihn verfolgt, kann sie ihren Vater erfolgreich warnen. Als die Beamten mit Friedrich als Lockvogel zuschlagen, fehlt von der Beute weiterhin jede Spur, so dass sie Lischka ergebnislos ziehen lassen müssen. 
Odenthal stellt am nächsten Tag Nico zur Rede und macht ihr klar, dass sie weiß, dass Nico Becker niedergeschlagen hat. Odenthal redet Nico ins Gewissen und schafft es, sie zur Mithilfe zu überreden, damit ihrem Freund Thomas Gerechtigkeit widerfährt und er sein Geld zurückbekommt. Abends schlägt Nico ihrem Vater einen Deal vor, sie erzählt ihm, dass sie Thomas kennt und dieser das Geld bei der Zentralbank 1:1 umtauschen kann, anschließend könnten sie das Geld hälftig teilen, während Lischka bei einer Geldwäscheaktion lediglich 1:4 bekäme. Da Thomas noch immer panische Angst vor ihm hätte, würde dieser mitmachen und wäre froh, wenigstens einen Teil seines Geldes zurückzuerhalten. Lischka lässt sich auf die Idee ein, findet aber später zufällig Fotos, die seine Tochter verliebt mit Thomas zeigen. Wutentbrannt sucht er Thomas auf und droht diesem, die Finger von seiner Tochter zu lassen. Als Nico später Thomas aufsucht, schickt er sie enttäuscht weg, Nico ruft aufgelöst Odenthal an, der Anruf endet abrupt, als Nico vom Telefon weg von den ehemaligen Komplizen ihres Vaters entführt wird. Die Gangster melden sich am Abend bei Lischka, sie fordern die gesamte Beute für sich, ansonsten würden sie Nico an ein Bordell verkaufen. Lischka stimmt zu, doch als er die Beute ausheben will, muss er feststellen, dass die Scheine vermodert und somit wertlos sind. Er fährt, beobachtet von Kopper und seinen Kollegen, zum vereinbarten Treffpunkt, ein Großaufgebot der Polizei sowie Odenthal werden dorthin beordert. Am Treffpunkt fährt Lischka einen seiner ehemaligen Komplizen über und verletzt ihn schwer, der zweite flieht mit Nico, verfolgt von Lischka und Odenthal. Odenthal kann den Gangster stoppen, doch durch dessen Vollbremsung wird Nico aus dem Van über Lischkas Wagen hinweg auf die Straße geschleudert und stirbt vor den Augen ihres Vaters, der Gangster wird von Kopper festgenommen. 

## Einschaltquote und Hintergrund
Offene Rechnung erreichte bei seiner Erstausstrahlung am 19. Dezember 1999 insgesamt 6,29 Mio. Zuschauer, was einem Marktanteil von 18,02 % entsprach. Die Folge wurde vom 27. April bis zum 4. Juni 1999 in Ludwigshafen, Mannheim, Baden-Baden und Umgebung gedreht.
Der Film spielt auf die Oetker-Entführung in den 70er Jahren an.

## Rezeption
TV Spielfilm beurteilte den Fall positiv und kommentierte: „Düsterer Krimi mit tragischem Showdown“.